# Labastide-Cézéracq
Labastide-Cézéracq é uma comuna francesa na região administrativa da Nova Aquitânia, no departamento dos Pirenéus Atlânticos. Estende-se por uma área de 5,04 km². Em 2010 a comuna tinha 569 habitantes (densidade: 112,9 hab./km²).